# Clasificación para la Copa Africana de Naciones de 1972
La clasificación para la Copa Africana de Naciones 1972 fue un proceso clasificatorio llevado a cabo para determinar que equipos participarían del torneo entre selecciones más importante de África, en la edición de 1972. Se realizó mediante dos rondas en las que se utilizó el sistema de eliminación directa. Los clasificados automáticamente eran Camerún, por ser local, y Sudán, por ser campeón de la Copa Africana de Naciones de 1970. 

## Primera ronda
| Argelia    | vs | Marruecos | República Árabe Unida | vs | Libia      |
| Etiopía    | vs | Kenia     | Costa de Marfil       | vs | Gabón      |
| Alto Volta | vs | Ghana     | Mauricio              | vs | Madagascar |
| Guinea     | vs | Senegal   | Malí                  | vs | Níger      |
| Congo      | vs | Nigeria   | Tanzania              | vs | Zambia     |
| Dahomey    | vs | Togo      | Uganda                | vs | Zaire      |

| Partido               | Partido          | Partido | Partido          | Partido               | Pais                  | Ciudad       | Fecha                   |
| Argelia               |                  | 3:1     |                  | Marruecos             | Argelia               | Argel        | 10 de diciembre de 1970 |
| Marruecos             |                  | 3:0     |                  | Argelia               | Marruecos             | Casablanca   | 27 de diciembre de 1970 |
| República Árabe Unida |                  | 2:1     | Bandera de Libia | Libia                 | República Árabe Unida | El Cairo     | 3 de enero de 1971      |
| Libia                 | Bandera de Libia | 0:1     |                  | República Árabe Unida | Libia                 | Trípoli      | 13 de julio de 1971     |
| Etiopía               |                  | 0:1     |                  | Kenia                 | Etiopía               | Adís Abeba   | 29 de noviembre de 1970 |
| Kenia                 |                  | 2:0     |                  | Etiopía               | Kenia                 | Nairobi      | 15 de diciembre de 1970 |
| Costa de Marfil       |                  | 1:0     |                  | Gabón                 | Costa de Marfil       | Abiyán       | 8 de noviembre de 1970  |
| Gabón                 |                  | 1:2     |                  | Costa de Marfil       | Gabón                 | Libreville   | 22 de noviembre de 1970 |
| Ghana                 |                  | w/o     |                  | Alto Volta            | -                     |              |                         |
| Alto Volta            |                  | o/w     |                  | Ghana                 | -                     |              |                         |
| Madagascar            |                  | 2:1     |                  | Mauricio              | Madagascar            | Antananarivo | 15 de noviembre de 1970 |
| Mauricio              |                  | 4:1     |                  | Madagascar            | Mauricio              | Port Louis   | 29 de noviembre de 1970 |
| Guinea                |                  | 1:0     |                  | Senegal               | Guinea                | Conakri      | 18 de agosto de 1971    |
| Senegal               |                  | 0:0     |                  | Guinea                | Senegal               | Dakar        | 1 de septiembre de 1971 |
| Niger                 |                  | 0:1     |                  | Mali                  | Níger                 | Niamey       | 12 de diciembre de 1970 |
| Mali                  |                  | 3:1     |                  | Niger                 | Mali                  | Bamako       | 27 de diciembre de 1970 |
| Nigeria               |                  | 0:0     |                  | Congo                 | Nigeria               | Ibadan       | 8 de noviembre de 1970  |
| Congo                 |                  | 2:1     |                  | Nigeria               | Congo                 | Brazzaville  | 22 de noviembre de 1970 |
| Tanzania              |                  | 1:1     |                  | Zambia                | Tanzania              | Dar es Salam | 17 de octubre de 1970   |
| Zambia                |                  | 5:1     |                  | Tanzania              | Zambia                | Lusaka       | 1 de noviembre de 1970  |
| Togo                  |                  | 2:1     |                  | Dahomey               | Togo                  | Lomé         | 8 de noviembre de 1970  |
| Dahomey               |                  | 0:0     |                  | Togo                  | Dahomey               | Porto Novo   | 22 de noviembre de 1970 |
| Uganda                |                  | 1:4     |                  | Zaire                 | Uganda                | Kampala      | 8 de noviembre de 1970  |
| Zaire                 |                  | 1:0     |                  | Uganda                | Zaire                 | Kinshasa     | 24 de noviembre de 1970 |

## Segunda ronda
| Marruecos       | vs | República Árabe Unida | Kenia  | vs | Mauricio |
| Costa de Marfil | vs | Congo                 | Ghana  | vs | Togo     |
| Guinea          | vs | Malí                  | Zambia | vs | Zaire    |

| Partido               | Partido | Partido | Partido | Partido               | País                  | Ciudad      | Fecha                 |
| Marruecos             |         | 3:0     |         | República Árabe Unida | Marruecos             | Casablanca  | 13 de octubre de 1971 |
| República Árabe Unida |         | 3:2     |         | Marruecos             | República Árabe Unida | El Cairo    | 27 de octubre de 1971 |
| Kenia                 |         | 2:1     |         | Mauricio              | Kenia                 | Nairobi     | 4 de julio de 1971    |
| Mauricio              |         | 0:0     |         | Kenia                 | Mauricio              | Port Louis  | 18 de julio de 1971   |
| Costa de Marfil       |         | 3:2     |         | Congo                 | Costa de Marfil       | Abiyán      | 13 de octubre de 1971 |
| Congo                 |         | 2:0     |         | Costa de Marfil       | Congo                 | Brazzaville | 27 de octubre de 1971 |
| Togo                  |         | 0:0     |         | Ghana                 | Togo                  | Lomé        | 13 de octubre de 1971 |
| Ghana                 |         | 0:1     |         | Togo                  | Ghana                 | Acra        | 27 de octubre de 1971 |
| Guinea                |         | 0:0     |         | Malí                  | Guinea                | Conakri     | 13 de octubre de 1971 |
| Malí                  |         | 3:1     |         | Guinea                | Malí                  | Bamako      | 27 de octubre de 1971 |
| Zambia                |         | 2:1     |         | Zaire                 | Zambia                | Ndola       | 13 de octubre de 1971 |
| Zaire                 |         | 3:0     |         | Zambia                | Zaire                 | Kinshasa    | 27 de octubre de 1971 |

## Clasificados
| Marruecos | Kenia | Congo | Togo |
| Marruecos | Kenia | Congo | Togo |
| --------- | ----- | ----- | ---- |

| Malí | Zaire | Camerún | Sudán |
| Malí | Zaire | Camerún | Sudán |
| ---- | ----- | ------- | ----- |